# Martin (Münsterschwarzach)

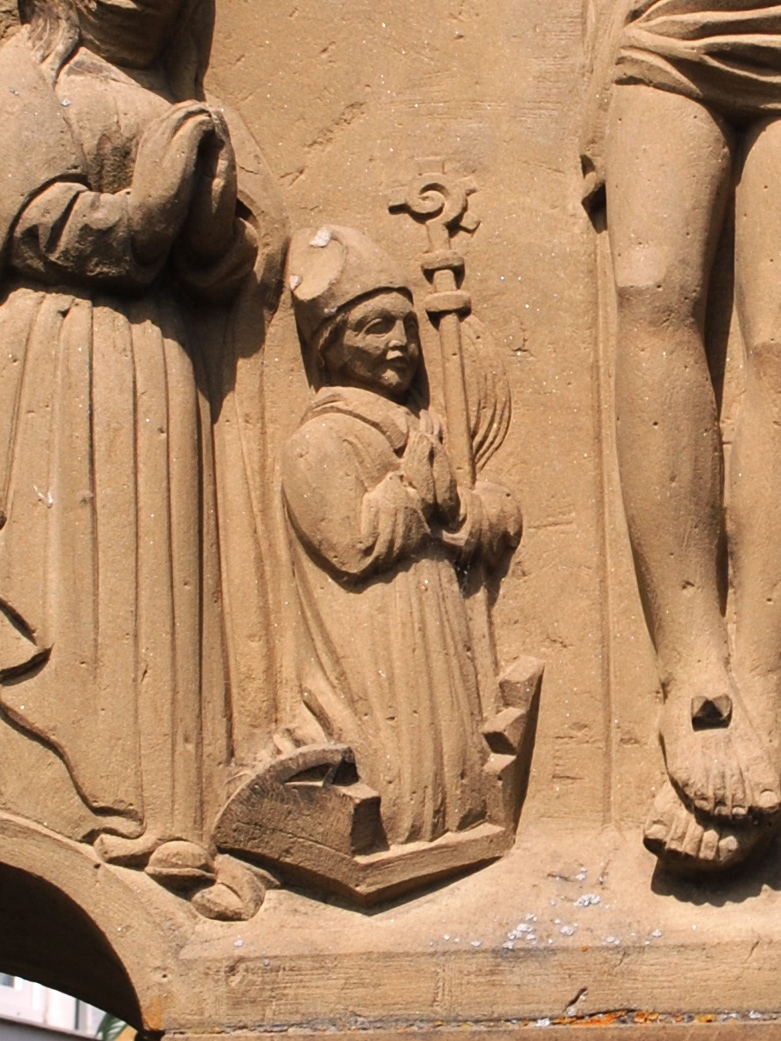
Bildnis des Abtes Martin, Detail auf dem Kreuzigungsbildstock in Münsterschwarzach

Martin (* in Österreich; † 25. Februar 1494 in Münsterschwarzach) war von 1465 oder 1466 bis 1494 Abt des Benediktinerklosters in Münsterschwarzach.

## Leben

### Herkunft und Abtswahl
Über die Herkunft des Abtes Martin ist nur wenig bekannt. Die Beschreibung als „australis“ lässt wohl auf das Herzogtum Österreich schließen. In den Quellen wird Martin erst im Kloster St. Egidien in Nürnberg fassbar. Hier kam der junge Professe wohl auch mit den Kastler Reformen in Berührung, die vor allem in mittelfränkischen und oberpfälzischen Benediktinerklöstern großen Einfluss ausübten. Im Jahr 1446 ist Martin im Kloster Mönchröden im Coburger Land greifbar. Er war im Gefolge des Abtes Ulrich Wochner hierher gereist.
Von hier aus reiste Martin nach Münsterschwarzach, wo er bereits vom Abt Ekkehard erwartet wurde. Nach dem Stocken der Reformbemühungen im Sinne des Fuldaer Klosters benötigte man neue Ideen, wie die Abtei zu erneuern sei. In Münsterschwarzach wurden Martin zunächst die verwalterischen Aufgaben eines Priors übertragen. Nach dem Tod des Abtes Ekkehard wurde er 1465/1466 zum Abt gewählt und war damit der erste nichtadelige Abt des Klosters.
Als erstem Abt erlaubte es ihm Fürstbischof Rudolf II. von Scherenberg auch, die Inful als Kopfschmuck zu tragen. Martin begann schnell die Reformen, die von ihm erwartet wurden umzusetzen. Er startete mit der finanziellen Erneuerung des Klosters und nahm deshalb 18000 Gulden Kapital auf, um die verpfändeten Klostergüter zurückkaufen zu können. Außerdem löste er zwischen 1470 und 1493 die Propstei in Dimbach auf, die den Münsterschwarzacher Äbten als Alterssitz gedient hatte.

### Die Bursfelder Kongregation
In der Amtszeit des Abtes Martin wendete sich die Abtei, wiederum durch Rudolf von Scherenberg gefördert, den Reformen der Bursfelder Kongregation zu. Am 24. August 1473 verpflichtete sich das Konvent gegenüber der Vereinigung zur Umsetzung der Erneuerung, im Jahr 1480 wurde Münsterschwarzach in die Union aufgenommen. Abt Martin besuchte daraufhin die Generalkapitel in Erfurt in den Jahren 1480, 1481 und 1491.
Die Bemühungen, die Reform umzusetzen trugen allerdings nicht immer Früchte. In den Jahren 1485 und 1486 besuchte ein Visitator der Bursfelder Kongregation die Abtei und griff dabei in die bestehenden Verhältnisse im Kloster ein. Am 14. Oktober 1489 erließ auch der Bischof Statuten, in denen er „seine“ Abtei anmahnte, die Reform gewissenhafter umzusetzen. Martin förderte auch die Ausbreitung der Bursfelder Reform, indem er Mönche in das Kloster Mönchröden entsandte.
Ein wichtiger Bestandteil der Reform war die Ernährungsumstellung der Mönche. Fortan sollte kaum noch Fleisch gegessen werden. Unter Martin wurden deshalb große Fischweiher um das Kloster ausgehoben, die die Versorgung des Konvents sicherstellen sollten. In seine Amtszeit fällt auch der Neubau einiger Abteigebäude und die Verstärkung der Mauern des Klostergeländes. Für die Frömmigkeit der Bevölkerung ließ der Abt außerdem einen großen Bildstock vor den Klostermauern errichten.
Neben seinem Amt als Abt von Münsterschwarzach und Mitglied der Bursfelder Kongregation engagierte sich Martin auch für den Orden der Benediktiner. So wurde er 1467 zum Visitator der fränkischen Abteien ernannt und stand am 5. Mai 1476 dem Provinzkapitel zu Bamberg vor. Drei Jahre später, am 25. April 1479, war er in Nürnberg erneut zum Präsidenten des Kapitels erkoren worden. Abt Martin starb am 25. Februar 1494.